# Tom Mison
Thomas James Mison, bardziej znany jako Tom Mison (ur. 23 lipca 1982 w Woking) – brytyjski aktor telewizyjny, teatralny i filmowy, scenarzysta.

## Wybrana filmografia

### Filmy fabularne
- 2005: Tajemnicza wyspa (Mysterious Island, TV) jako Blake
- 2005: Tajemnica Szekspira i jego sonetów (A Waste of Shame: The Mystery of Shakespeare and His Sonnets, TV) jako Młoda Krew
- 2006: Serdeczne porozumienie (L'Entente cordiale) jako Niels
- 2006: Venus jako Kochanek parodii filmowej
- 2006: Herosi i czarne charaktery (Heroes and Villains) jako Nathan
- 2011: Jeden dzień (One Day) jako Callum
- 2012: Połów szczęścia w Jemenie (Salmon Fishing in the Yemen) jako kpt. Robert Mayers

### Seriale TV
- 2006: Niesamowita pani Pritchard (The Amazing Mrs Pritchard) jako Ben Sixsmith
- 2007: Sekretny dziennik call girl (Secret Diary of a Call Girl) jako Daniel
- 2008: Zagubieni w Austen (Lost in Austen) jako Pan Bingley
- 2008: Herkules Poirot (Poirot) jako David Baker
- 2009: Lewis (Inspector Lewis) jako Dorian Crane
- 2010: Nowe triki (New Tricks) jako Tim Mortimer
- 2012: Koniec parady (Parade's End) jako Potty Perowne
- 2013-2017: Jeździec bez głowy (Sleepy Hollow) jako Ichabod Crane